# Slowaakse Wikipedia
De Slowaakse Wikipedia (Slowaaks: Slobodná encyklopédia) is een uitgave in de Slowaakse taal van de online encyclopedie Wikipedia.
De Slowaakse Wikipedia ging in oktober 2003 van start.